# Benibrai
Benibrai és una partida situada al SO del terme municipal de Xaló, a la comarca alacantina de la Marina Alta.

## L'estudi del topònimBenibrai
L'actual topònim és el de Benibrai, però històricament s'han donat les variants de Benibrahim i Benibrafim. Aquest nom de lloc prové de l'àrab i significa fills o descendents d'Ibrahim, que és un antropònim molt freqüent entre els musulmans i es correspon amb la forma hebrea Abraham. No se'n conserva cap dada biogràfica sobre aquest personatge. Probablement, Ibrahim seria un avantpassat comú de les famílies musulmanes que vivien en aquesta alqueria.

## Algunes dades històriques
Les alqueries de la Murta i Benibrai eren propietat de micer Roderic Dies, però el dia 26 de novembre de 1375 les va perdre per una qüestió de deutes que no havia pogut satisfer. El nou titular de les dues alqueries li deien micer Jaume Rabaça, i era llicenciat en Lleis. La presa de possessió es va fer en presència de mossén Holfo Pròxita, delegat del Governador de València i Guillem de Rius, batle de Xaló. El dia 10 de novembre de 1385, Murta i Benibrai van ser adquirides per en Guillem i madona Beatriu, els avis paterns del novel·lista Joanot Martorell. Un document judicial del mitjans del segle xv fa constar que "lo dit mossén Johanot [Martorell] tenia e possehia com a ver senyor que era e hac en sos béns los lochs de Benibrafim e Murta ab tots sos térmens, drets e pertinències universes e ab tota jurisdicció civil e criminal, mer e mixt imperi".

## Situació actual
La partida de Benibrai compta amb un nombre de 108 habitatges unifamiliars entre casetes tradicionals i edificacions posteriors, i està urbanitzada en més de 2/3 de la seua superfície. Benibrai presenta des del segle xix un hàbitat de cases de camp aïllades que eren ocupades cada any entre els mesos d'agost i mitjan octubre, és a dir, durant el període anyal de la verema del raïm, la producció de la pansa i la recollida d'ametles. Les edificacions posteriors són ja del segle xx, quan la legislació urbanística permetia la parcel·la agrícola mínima de 5000 metres quadrats. Aquestes circumstàncies fan que hui Benibrai més que una partida haja de ser considerada com un barri residencial de Xaló, perquè Benibrai -i també Planets- constitueixen l'àrea natural d'expansió del nucli urbà.

## Llista del camins de Benibrai
- Camí del Manyà
- Camí del Galà
- Camí del Cementeri
- Camí del Col·legi
- Carretera a Bèrnia
- Camí de l'Oleguer
- Camí d'en Martí
- Camí del Maurí

## El Camí del Cementeri
El Camí del Cementeri s'ha convertit de facto en una autèntica via de circumvalació, que comunica les carreteres de Llíber i Benissa amb la de Bèrnia sense haver de passar per l'interior de Xaló; la qual cosa representa un notable estalvi de temps, una major comoditat pels usuaris i en el cas dels vehicles voluminosos, degut a l'amplària inadequada del carrer de l'Església, el Camí del Cementeri és a hores d'ara l'única via d'incorporació a la carretera de Bèrnia.
El dia 6 d'octubre del 2005 es va constituir la Comissió de Veïns del Camí del Cementeri que considera que les obres de millora d'aquest camí són d'interés públic per tractar-se d'una via d'interconnexió entre carreteres comarcals i que el cost no pot repecutir-se exclusivament sobre els propietaris dels terrenys afectats.

## La troballa de Benibrai
Benibrai és la partida on va ser trobada una imatge de la Verge del Consol, coneguda popularment amb el nom de la Mare de Déu Pobra per l'estat llastimós en què estava. S'ignora qui o en quines circumstàncies l'havia soterrada dins d'una caixa de fusta. Sí que se sap, en canvi, que un veí de Xaló dit Canet se la va trobar quan llaurava el seu camp de Benibrai l'any 1731. La Mare de Déu Pobra és la Patrona de Xaló, i la seua festivitat se celebra cada tercer dilluns d'octubre.